# Drna

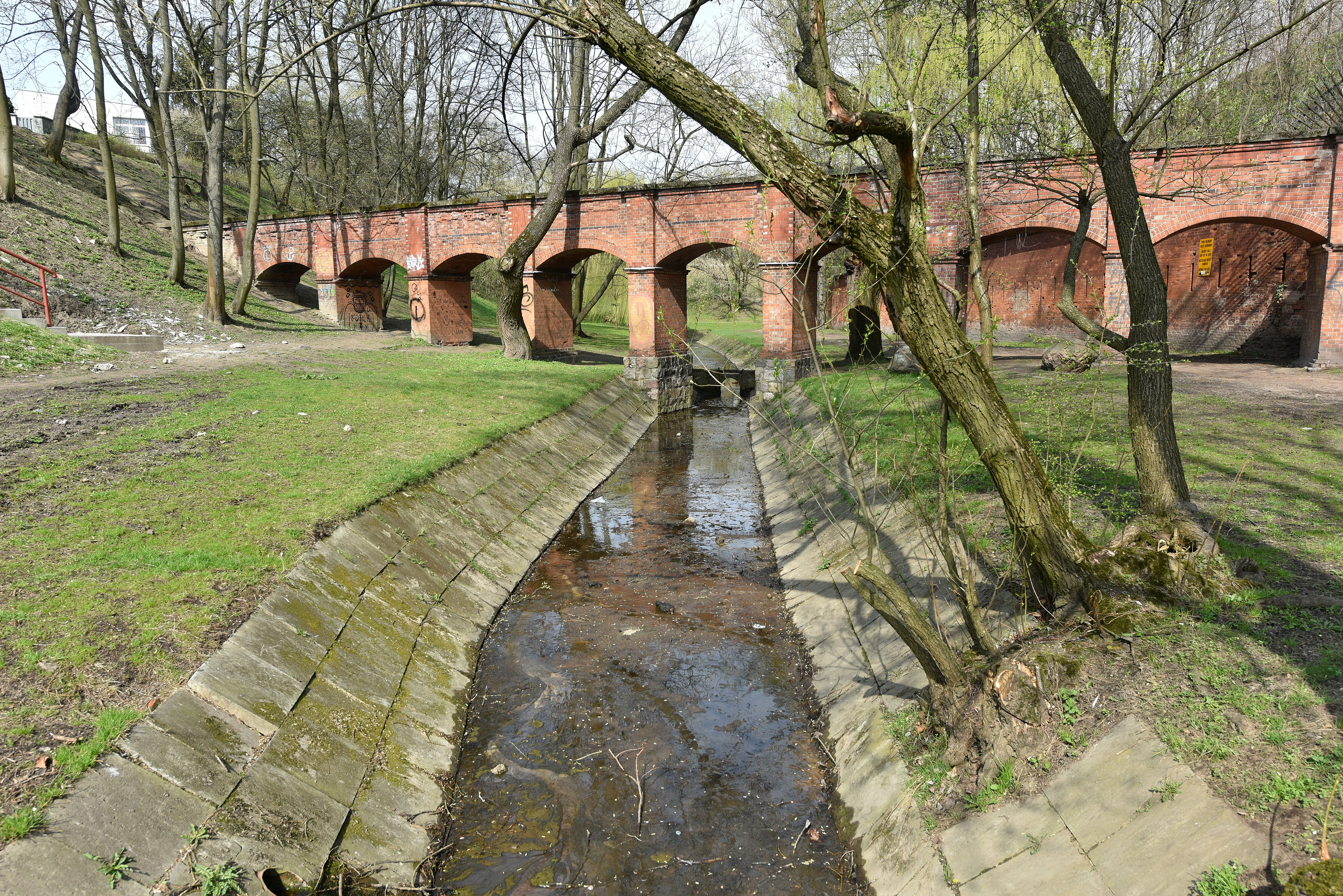
Drna w parku Fosa i Stoki Cytadeli

Drna, dawniej Drzasna lub Drzęsna – rzeka w Warszawie, obecnie w większości niewidoczna na powierzchni. Została skanalizowana w XIX wieku.

## Opis
Drna miała swoje źródła w rejonie Czystego w dzisiejszej dzielnicy Wola, w rejonie ulic gen. Józefa Bema i Płockiej, na podmokłym terenie. Płynęła dalej na północ dzisiejszą ul. Okopową, Stawkami, przecinała plac Inwalidów i uchodziła do Wisły w okolicach dzisiejszej ul. Czujnej. Przy ujściu Drny do Wisły, po jej południowej stronie, znajdowała się posiadłość z dworem nazywanym Półkowem.
Jej pierwotna nazwa to Drzansna, rekonstruowana jako Drzężna i łączona z prasłowiańskim wyrazem dręzga. Ostatecznie utrwaliła się jej obecna, wtórnie przekształcona nazwa.
Jeszcze w XVI wieku brzegi rzeki porastały lasy dębowe i brzozowe, które później zostały wykarczowane pod uprawy i zabudowę. W XVIII i XIX Drna miała duże znaczenie gospodarcze. Wzdłuż jej brzegów znajdowały się młyny wodne, browary, garbarnie i folusze. W 1738 na rzece działało 6 młynów. Liczne groble przyczyniły się także do powstania w jej pobliżu wielu stawów. U zbiegu ulic Zielonej i Wesołej powstał most, którego budowę sfinansowała Komisja Brukowa. W związku ze zmianą stosunków wodnych na terenie obecnej Warszawy następowało jednak obniżanie się poziomu wody w Drnie.
Dla poprawienia stanu sanitarnego Żoliborza Drnę połączono kanałem Metzlowskim z rzeką Polkówką i skierowano zanieczyszczone ściekami wody poza tereny zamieszkane.
W związku z budową Cytadeli Warszawskiej rzeka została skanalizowana. W dolnym biegu jej wąwóz posłużył jako fragment fosy otaczającej Cytadelę i do dziś można na jego dnie zobaczyć ciek wypływający z kanałów na powierzchnię.
W 1950 podczas budowy parku im. Kniewskiego, Hibnera i Rutkowskiego (obecnie park Fosa i Stoki Cytadeli) po spiętrzeniu wód Drny wykopano i napełniono staw o powierzchni 1400 m². W parku rzeczka wpływa w kanał podziemny i płynie pod Wisłostradą, pod terenami klubu Spójnia Warszawa, skąd uchodzi do Wisły.